# Hafþór Júlíus Björnsson

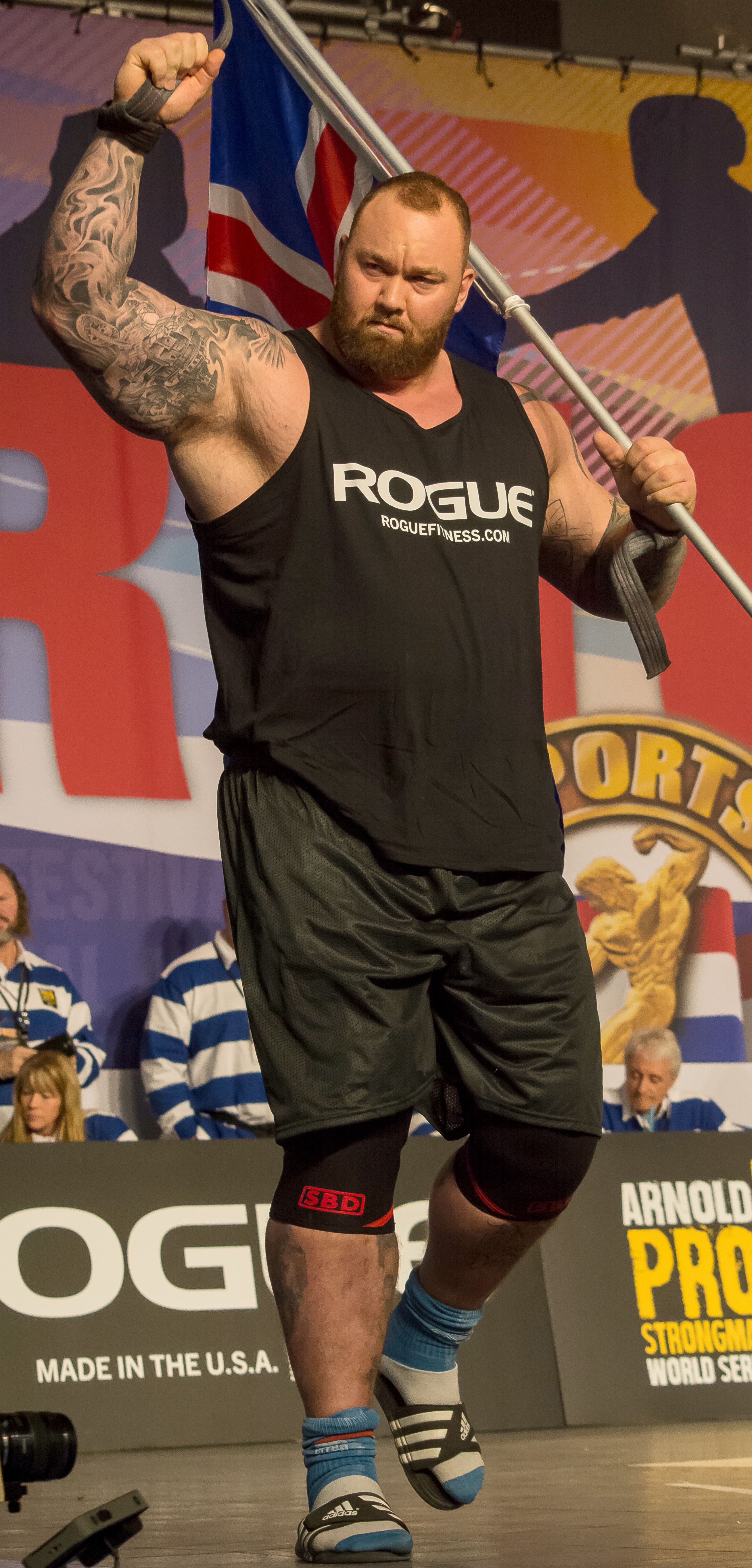
Hafþór tijdens de Arnold Classic 2017

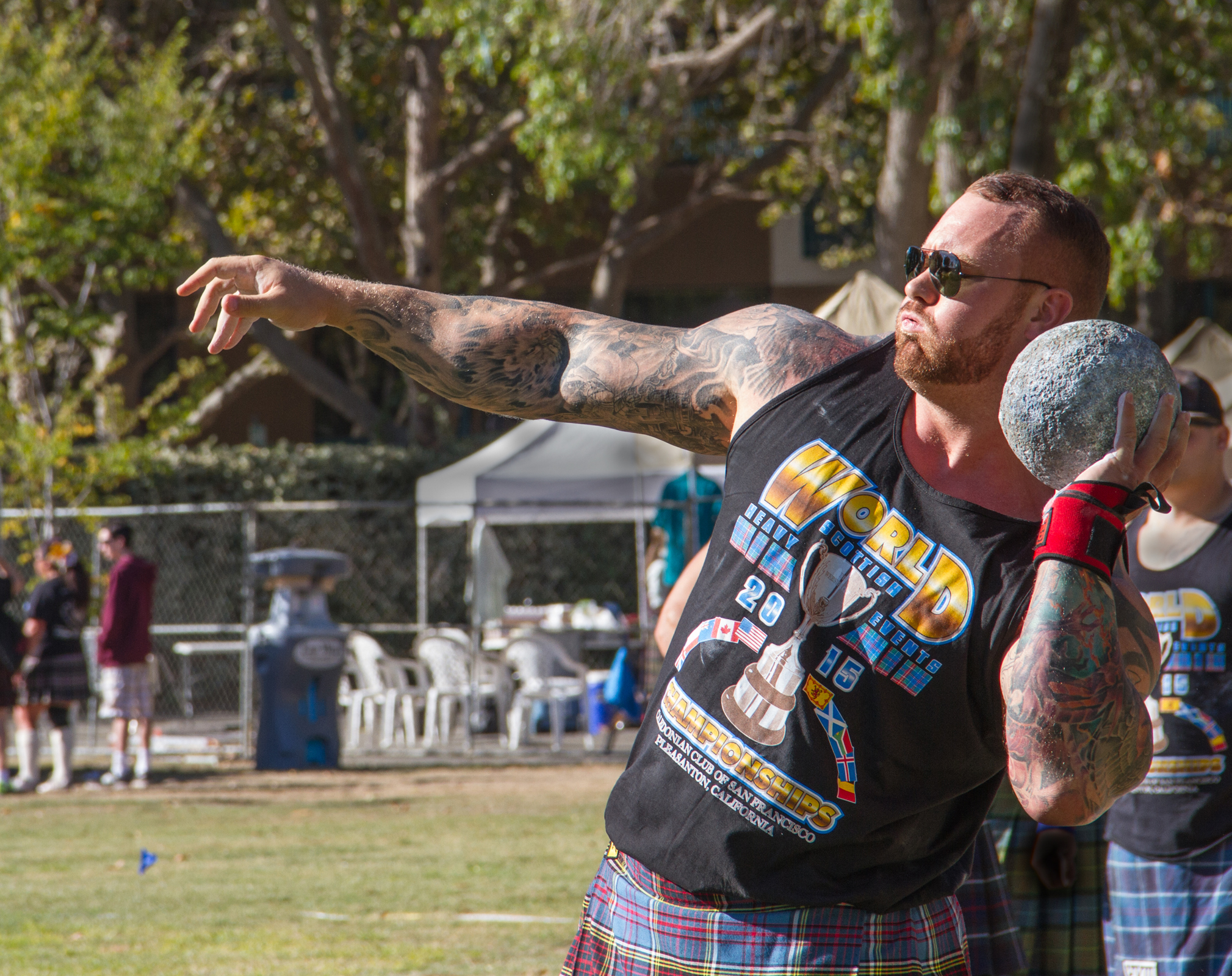
'Thor' tijdens Highland Games in Californië

Hafþór Julius "Thor" Björnsson (26 november 1988) is een IJslandse Sterkste Man-deelnemer, televisie- en filmacteur, een voormalig professioneel basketbalspeler en de Sterkste Man van Europa van 2014, 2015, 2017, 2018 en 2019. Op 6 mei 2018 werd hij de Sterkste Man van de Wereld. Op 8 maart 2020 won hij voor de derde keer de Arnold Strongman Classic.

## Sterkste Man
Hafþór ontmoette de voormalige viervoudige Sterkste Man van de Wereld, Magnús Ver Magnússon in  zijn sportschool "Jakaból" in 2008. Magnús zei dat Hafþór talent had voor wedstrijden zoals de Sterkste Man. Hij won diverse wedstrijden in 2010, waaronder de Sterkste Man van IJsland, Sterkste Viking van IJsland, Westfjorden Viking, en de OK Badur Strongman Kampioenschappen in IJsland.
Hafþór eindigde op de tweede plaats bij de inaugurele Jon Pall Sigmarsson-Classic, achter Brian Shaw. In 2011 won hij de Sterkste Man van IJsland-wedstrijd.
Hafþór nam deel aan de Sterkste Man van de Wereld-competitie na het behalen van een wildcard voor de editie van 2011. Hij werd zesde in de overall competitie van dat jaar.
In 2012 en de 2013 werd hij derde. Hij eindigde tweede bij de Sterkste Man van de Wereld, 2014. Op 9 augustus 2014 werd hij eerste bij Giants Live, (de Sterkste Man van Europa), te Leeds, Engeland.
Hafþór doet ook regelmatig succesvol mee aan de internationale circuitwedstrijd Strongman Champions League, die ongeveer eens per maand in een ander land plaatsvindt.
- Strongman Champions League, Kroatië, 29-30 augustus 2015, 2e
- Sterkste Man van de Wereld, eind augustus 2016, 2e
- Sterkste Man van de Wereld, eind mei 2017, 2e

### Sterkste Man van de Wereld2015
- Hafþór werd derde in de finale, gehouden op 25 en 26 april in Maleisië. Brian Shaw werd eerste, gevolgd door de kampioen van vorig jaar, Žydrūnas Savickas, die het zilver binnensleepte. Hafþór, Brian Shaw en Savickas zijn elkaars concurrenten, echter zijn Shaw en Hafþór veel langer en iets zwaarder en een stuk jonger dan Savickas, die door velen gezien wordt als de Sterkste Man ooit. Volgens Savickas (en vele anderen) zijn zij de toekomst, met nog een aantal andere deelnemers.

### 2016 en 2017
In 2016 en 2017 wederom een tweede plaats, waardoor Brian Shaw Hafþór iedere keer net bij de titel weg weet te houden. In 2017 doet Engelsman Eddie Hall dit. Hafþór had een kort meningsverschil met de jury over een rep bij de Viking Press, wat volgens hem een punt kost. Eddie Hall beweert dat hij nog meer reps op dat onderdeel had kunnen doen. Hij wint dat onderdeel nadat de IJslander is geweest. Hafþór is boos dat hij weer de titel niet haalt, na in zes jaar tijd drie keer brons en drie keer zilver te hebben behaald, mede omdat hij van mening is dat hij in 2017 een punt meer gehaald had. Brian Shaw raakte geblesseerd aan zijn hamstrings, laat in de finale, hij maakte de wedstrijd nog af en werd daardoor nog derde.

### Persoonlijk record deadlift + Sterkste Man van Europa 2015
Op 11 juli 2015 haalde Hafþór een persoonlijk record op de wereldkampioenschappen deadlift in Engeland. Hij haalde 450 kg, waarmee hij meteen in de top 4 van de wereld valt. Dit gebeurde op Giants Live, een groot krachtsportevenement, met onder andere ook de Sterkste Man van Europa-wedstrijd en een kwalificatiewedstrijd voor de volgende Sterkste Man van de Wereld. Hafþór sleepte, net als in 2014, de titel Sterkste Man van Europa binnen. In 2016 doet Hafþór ook mee aan Giants Live, maar verspilde te veel kracht, waardoor een derde titel als Sterkste Man van Europa er niet inzat. In 2017 haalde hij weer de titel:

## 2017
In 2017 werd Hafþór gedeeld tweede, echter haalde hij in 2014, 2015 en op 1 april 2017 de eerste plaats als Sterkste Man van Europa. In 2017 werd Eddie Hall tweede en Terry Hollands derde.

## 2018
Op 3 maart 2018 tilde Hafþór een gewicht op van 472 kg met een extra lange halter en gewone gewichtschijven, de zogenaamde "Elephant bar deadlift" en haalde daarmee een wereldrecord.
Een jaar later, op 2 maart 2019, wint hij dit onderdeel op de Arnold Strongman Classic met 474 kg, opnieuw een wereldrecord.

### Sterkste Man van Europa
Op 7 april 2018 werd Hafþór voor de vierde keer Sterkste Man van Europa in Leeds, Engeland, tijdens Giants live dat in 2018 ook onder de naam "Arnold Classic" werd gehouden. Hij brak enkele IJslandse records tijdens dit evenement.

### Sterkste Man van de Wereld
Zijn eerste titel als Sterkste Man van de Wereld haalde hij op 6 mei 2018 in Manilla, na diverse andere podiumplaatsen in voorgaande jaren.
De achtste keer op rij won Hafþór Björnsson de titel Sterkste Man van IJsland, de laatste keer op 17 juni 2018. De eerste keer was in 2010, de wedstrijd werd een jaar niet gehouden.

## 2019
Hafþór wint op 2 maart 2019 voor de tweede keer de Arnold Strongman Classic, vernoemd naar Arnold Schwarzenegger die altijd aanwezig is en deze keer ook een grote rol in het geheel had. Op 6 april 2019 wint hij voor de vijfde keer de Sterkste Man van Europa, het record is zes keer door Mariusz Pudzianowski die al jaren gestopt is en nu MMA doet. Hafþór is tijdens de Sterkste Man van Europa wedstrijd 450 lb, 205 kg en op zijn top.
Op 16 en 17 juni was de finale van de Sterkste Man van de Wereld. Hafþór die de favoriet voor de titel was, werd derde. Dit is zijn achtste podiumplaats aldaar van 2012 t/m 2019, vier keer brons, drie keer zilver en een keer goud in 2018.

## 2020
In en enkele jaren voor 2020 is Hafþór op zijn sterkst en succesvolst. bij krachtsporters is dit gemiddeld tussen de leeftijd van 25 en 35 jaar.
Hafþór deadlift op 15 februari 2020 een gewicht van 480 kg, zonder powersuit. Dat is een onofficieel wereldrecord onder toeziend oog van zijn trainingsmaatjes en de camera. Hij is op dat moment 31 jaar.
Op 8 maart 2020 wint Hafþór de Arnold Strongman Classic voor de derde keer, in Columbus (Ohio). Het Arnold Sports Festival dat van 5 t/m 8 maart plaatsvond, bestaat ook uit bodybuildingwedstrijden, krachtsportwedstrijden voor mensen met een lichamelijk beperking e.d.
Op 2 mei 2020 deadlift Hafthor Bjornsson in Reykjavik, IJsland, een gewicht van 501 kg. Dat is een officieel wereldrecord, volgens de powerliftingregels, echter niet bij een wedstrijd van een powerliftingbond.
Op 9 augustus 2020 sluit Hafþór zijn Sterkste Man-carrière (tijdelijk) af door voor het 10e jaar op rij de Sterkste Man van IJsland te winnen. Hij richt zich nu, mei 2020 tot september 2021, op het boksen en keert in 2022 terug als Sterkste Man, als de omstandigheden dat toestaan.

### Statistieken (fysiek) 2020
- Lengte: 207 cm (de langste succesvolle deelnemer sinds (Nederlander) Ted van der Parre)
- gewicht: 190 kg (zijn lichaamsgewicht tussen 2010-2020 was 170-215 kg)

### Bokswedstrijd
Hafþór werd in 2017 net geen Sterkste Man van de Wereld, omdat er bij een onderdeel een rep werd afgekeurd, waar hij het niet mee eens was. Eddie Hall had evenveel reps. Toen Hafþór zich beklaagde bij de jury en er later een cynische grap over maakte tegen de winnaar Eddie Hall, zei Hall dat hij nog wel meer reps had kunnen doen, maar wist dat een evenaring van het aantal reps van Hafþór genoeg was voor de titel. Een jaar later, in 2018, won Hafþór wel de titel. Hall verdedigde zijn titel niet in 2018. Na de deadlift van Hafþór, met 501 kg, op 2 mei 2020, daagden Hall en Hafþór elkaar uit en dat leidde tot een bokswedstrijd in september 2021, waar veel geld op het spel staat. Hall is nog wel professioneel Sterkste Man, maar doet niet meer mee op het hoogste niveau, waardoor hij bijna anderhalf jaar de tijd had om zich voor te bereiden op de bokswedstrijd. Hafþór ging nog door met Sterkste Man-wedstrijden, tot en met de Sterkste Man van IJsland op 9 augustus 2020. Ook hij paste zijn training aan en liet zich net als Hall goed begeleiden voor de bokswedstrijd die in september 2021 plaats zou vinden. In het Dubai Duty Free Tennis Centrum in Dubai vond de wedstrijd plaats. De rivalen waren zo'n 50 kg afgevallen en hadden twee jaar training gedaan als voorbereiding. De wedstrijd zou eigenlijk in september 2021 plaatsvinden, echter door een bicepsblessure van Hall, was de wedstrijd uitgesteld tot 19 maart 2022. Hafþór won de wedstrijd door een unanieme beslissing van de jury, na zes rondes van drie minuten. De eerste rondes kreeg Hafþór soms harde klappen van Hall, maar in de vijfde ronde gaat Hall even neer na enkele stoten en staat meteen weer op. Ondanks het lengteverschil van 20 cm, is het de techniek die de IJslander de overwinning brengt, waarbij Hall wel zijn mannetje staat, maar het was net niet genoeg.

## Film
Hafþór speelde de rol van Gregor Clegane, tussen 2014 en 2019, in de fantasy-televisieserie Game of Thrones. 
- Gemeinsame Normdatei: 1195486448
- Library of Congress Control Number: no2019021722
- Virtual International Authority File: 5710155044740172520002
- WorldCat: E39PBJf48CGYfxqwDjCChYwgrq